# Asperula microphylla
Asperula microphylla är en måreväxtart som beskrevs av Pierre Edmond Boissier. Asperula microphylla ingår i släktet färgmåror, och familjen måreväxter.
Artens utbredningsområde är Iran. Inga underarter finns listade i Catalogue of Life.